# Trianaea brevipes
Trianaea brevipes är en potatisväxtart som först beskrevs av José Cuatrecasas, och fick sitt nu gällande namn av Sandra Diane Knapp. Trianaea brevipes ingår i släktet Trianaea och familjen potatisväxter. Inga underarter finns listade i Catalogue of Life.